# (38451) 1999 TU
1999 TU (asteroide 38451) é um asteroide da cintura principal. Possui uma excentricidade de 0.16955210 e uma inclinação de 2.16624º.
Este asteroide foi descoberto no dia 1 de outubro de 1999 por Korado Korlević em Visnjan.